# Linum bienne
Linum bienne är en linväxtart och en blomväxt som beskrevs av Philip Miller. Enligt Catalogue of Life och Dyntaxa ingår Linum bienne i släktet linsläktet och familjen linväxter. Linum bienne förekommer naturligt i medelhavsregionen och västra Europa, så långt norrut som England och Irland. Arten förekommer även tillfälligt i Sverige, men reproducerar sig inte. Utöver nominatformen finns också underarten L. b. siculum.

## Bildgalleri

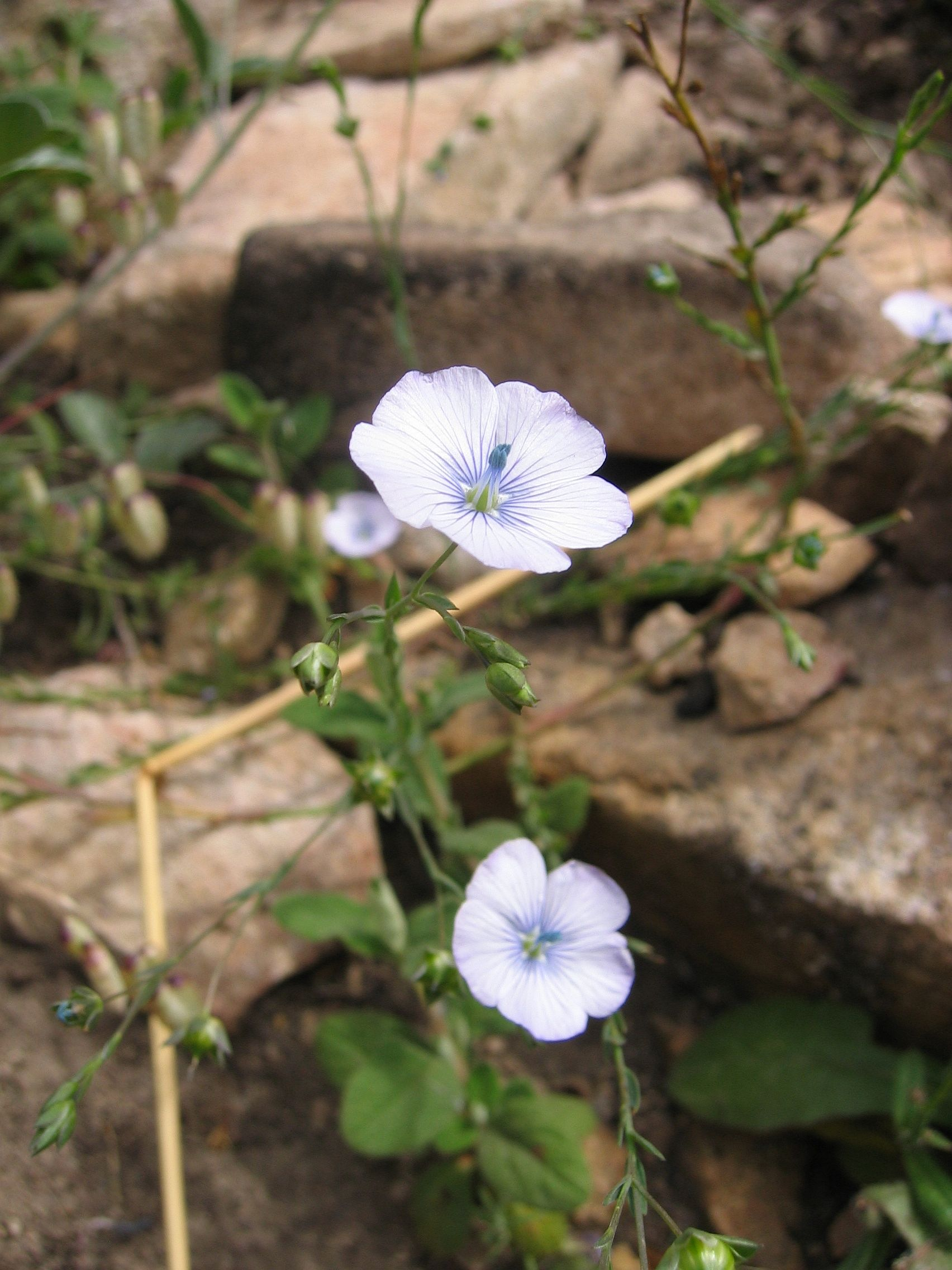
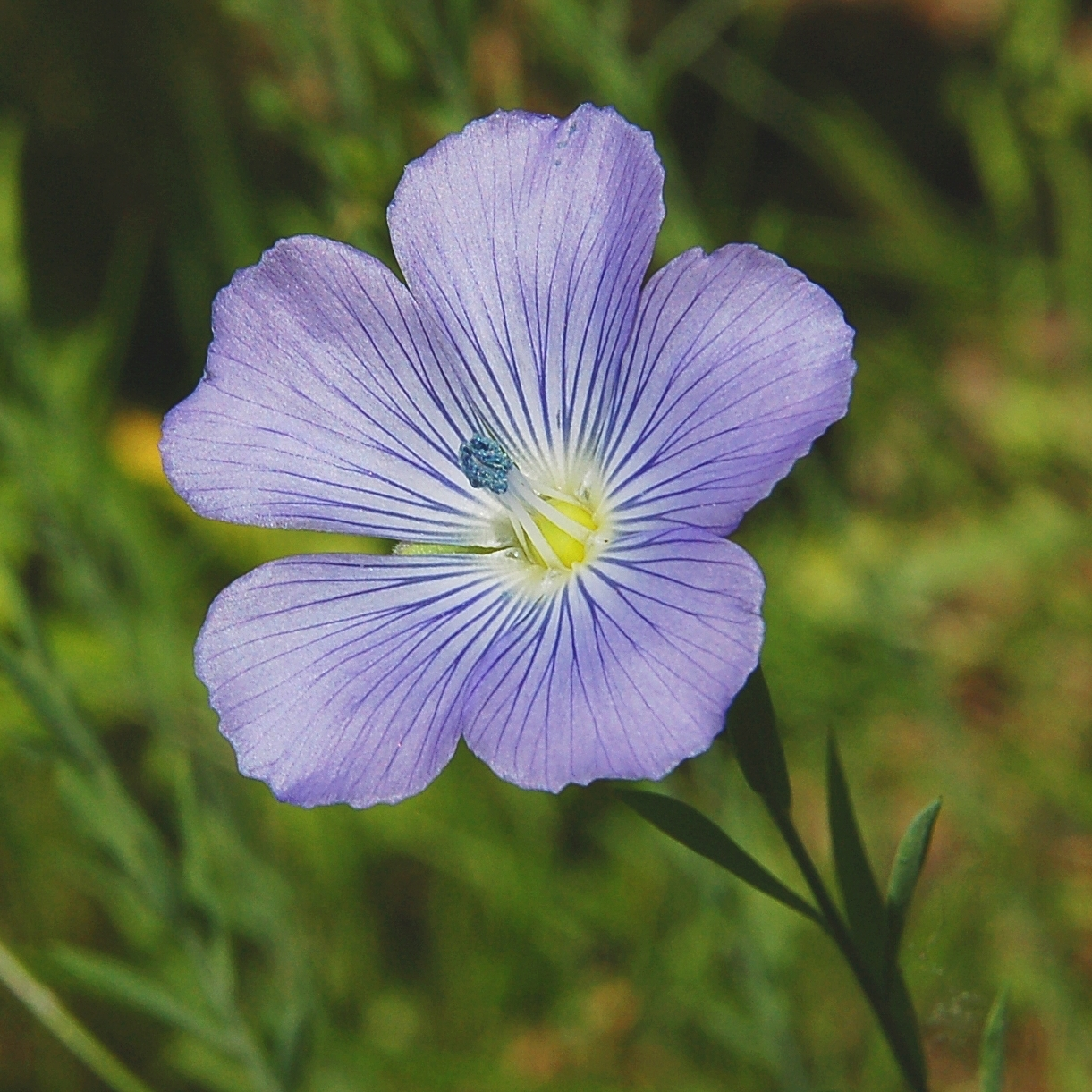
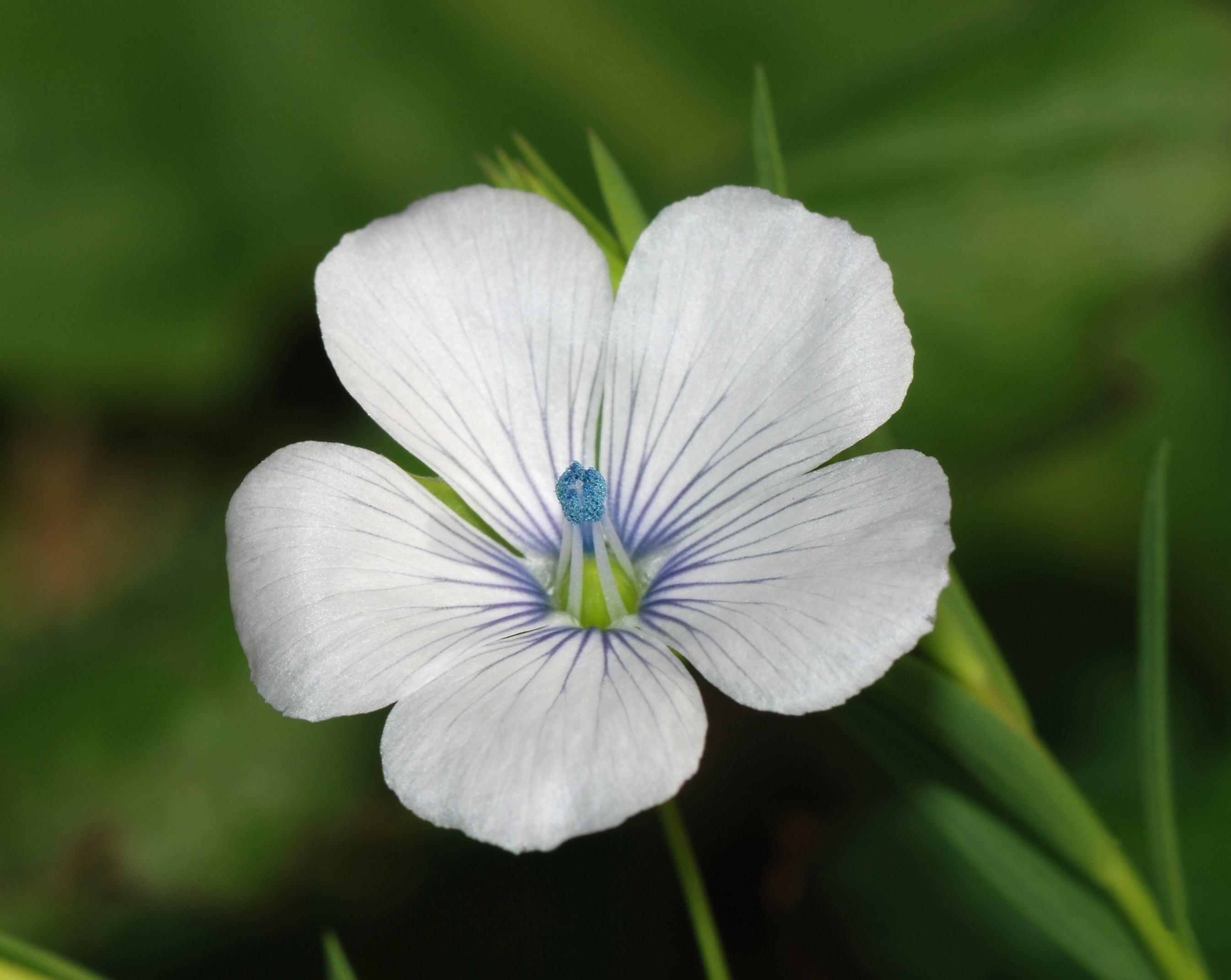
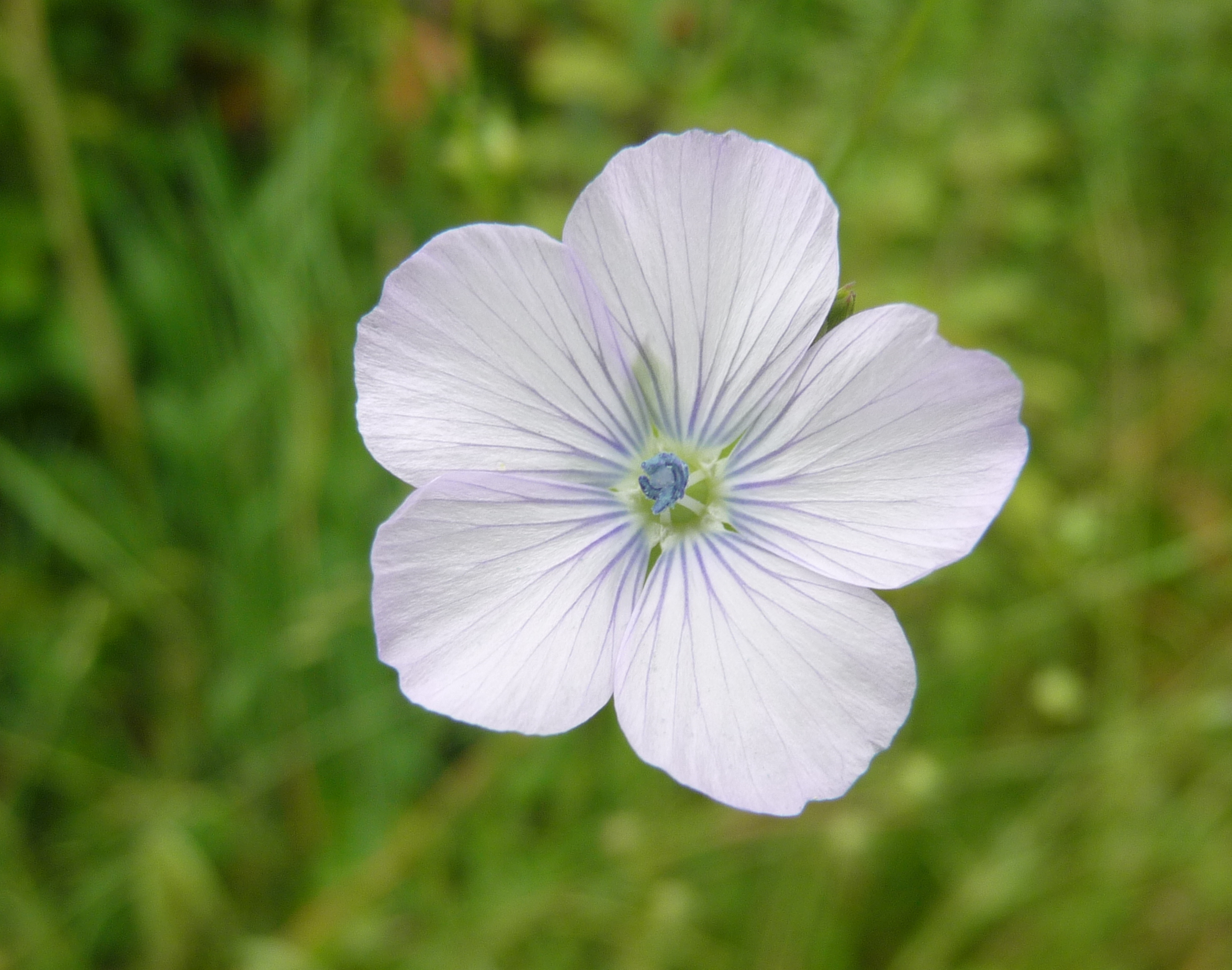
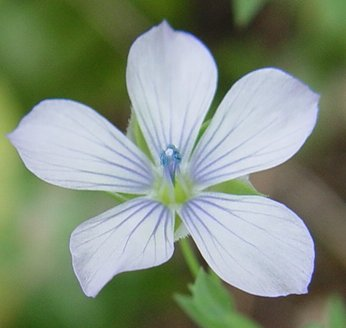
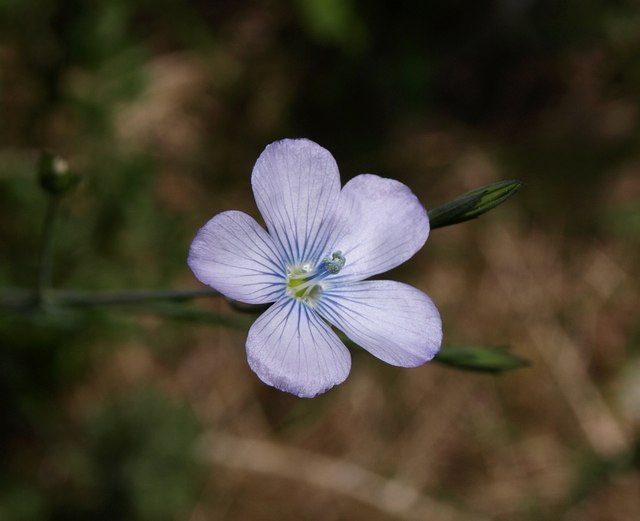